# Paka (Malezja)
Pekan – miasto w Malezji w stanie Terengganu. W 2000 roku liczyło 27 667 mieszkańców.